# 遺体収納袋

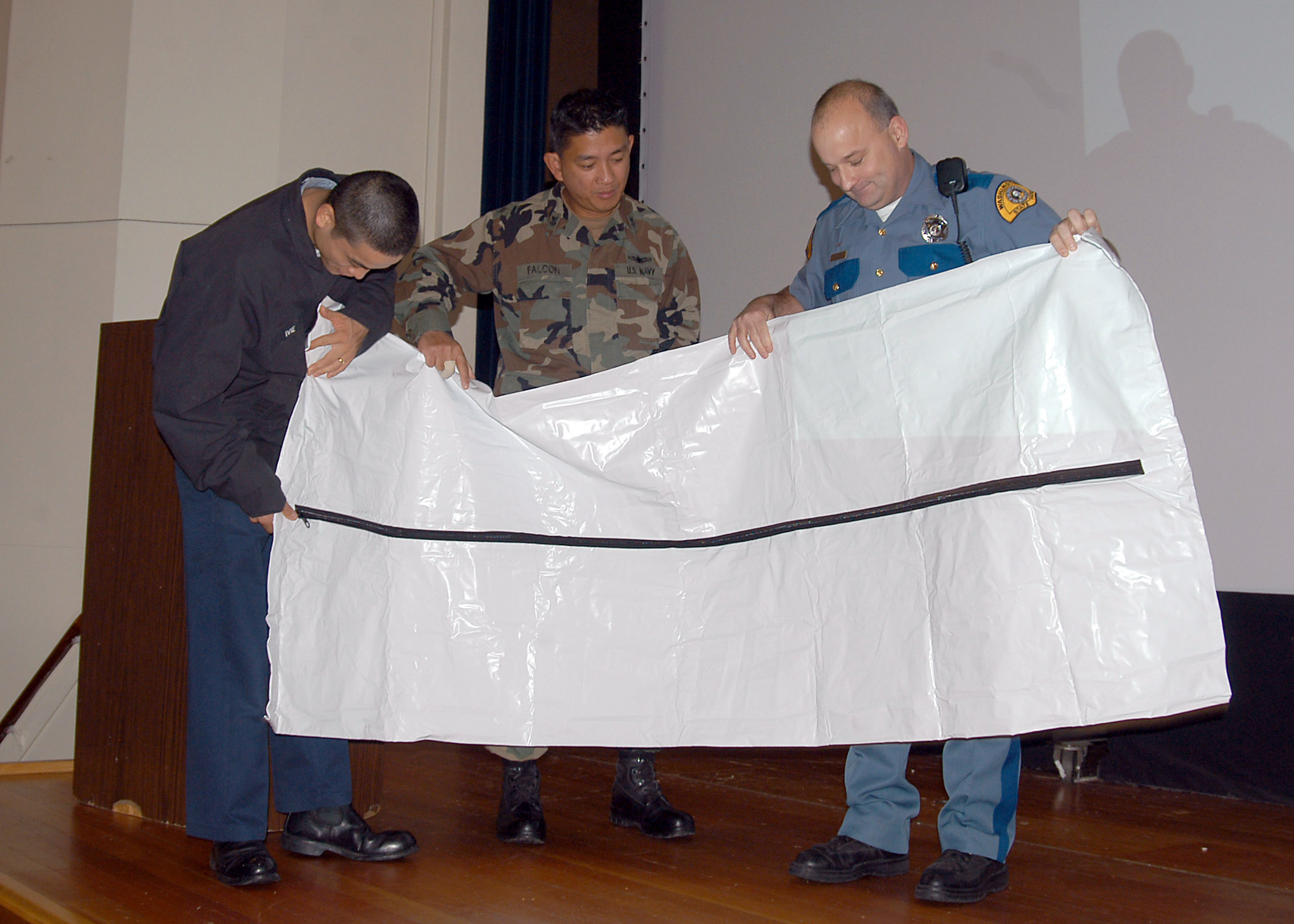
警察官と船員が遺体袋を折りたたむ様子。

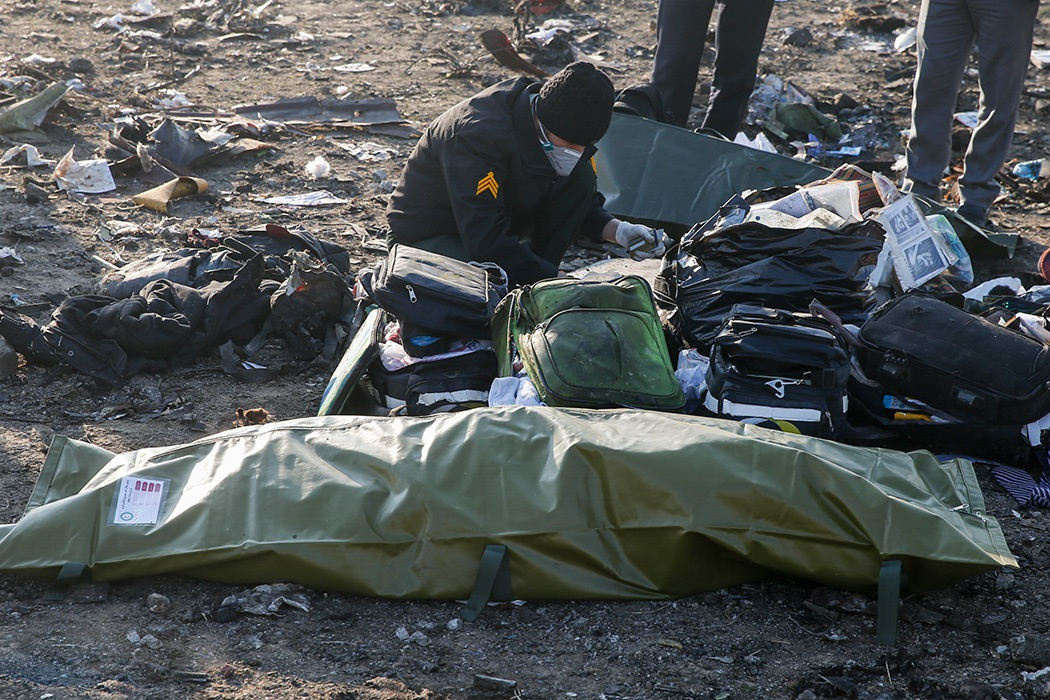
ウクライナ国際航空752便撃墜事件での利用。

遺体収納袋（いたいしゅうのうぶくろ）とは、人間の遺体を収納する袋。何らかの事情で棺が使用できない場合に使用される。遺体袋、納体袋とも呼ぶ。

## 概要
専用の遺体収納袋は、南北戦争時のアメリカ合衆国で遺体を運ぶための袋として特許が申請、認められた記録（1863年7月21日、Dr.Thomas Holmes により、戦場での遺体搬送を容易にするため袋の特許申請 United States Patent No.39291）がある。古くは単純な布袋であったが、ポリエステルやファスナーなどの素材が進化すると遺体由来の液体や気体を通さない素材による製品が作られるようになった。
生前の大きさ、重さに耐えうる強度が確保されていることはもちろんのこと、遺体を確認するための小窓や持ち運びのための持ち手などが付いていることがある。

## 遺体袋が使用される主な場合
- 戦争 - 短期間のうちに多数の戦死者、民間人の死者が出る場合には遺体収納袋が用いられる[3]。2024年の北朝鮮のロシア派兵に際には、アメリカは「遺体袋で帰ることになる」として警告にも用いた[4]。
- 災害 - 東日本大震災などで多数の死者が生じ、棺が用意できなかった地域では遺体収納袋を使用して仮埋葬した事例もある[5]。
- 事故、事件 - 遺体の損傷が激しく、まとめる必要がある場合[6]。
- 感染症 - 感染症法の対象となるような感染症により死亡した遺体については、二次感染を防ぐために気密性の高い非透過性の収納袋が使用される[7]。